# Una limosna de amor
Una limosna de amor é uma telenovela mexicana, produzida pela Televisa e exibida em 1981 pelo El Canal de las Estrellas.
A trama foi exibida às 17h30, sendo transmitida simultaneamente com a telenovela Infamia, que ia ao ar às 17h.

## Elenco
- Liliana Abud - Daniela
- José Alonso - Luis Alfonso
- Lilia Aragón - Angela
- Rafael Banquells - Elias
- Tony Carbajal - Silvio